# CLDN18
Клаудин 18 (англ. Claudin-18) — мембранный белок семейства клаудинов, продукт гена CLDN18. 

## Функции
Клаудины участвуют в образовании плотных контактов между эпителиальными клетками., занимая наиболее апикальную позицию. CLDN18 экспрессируется на эпителиальных клетках лёгких и желудка. Альтернативный сплайсинг приводит к образованию двух изоформ. Изоформа 1 экспрессирована на пневмоцитах (главным образом типа I), а изоформа 2 — в эпителии желудка.

## Клиническое значение
Изоформа 2 (Клаудин 18.2) сильно экспрессируется клетками рака желудка. Антитела к клаудину 18.2 (IMAB362, или Zolbetuximab) исследуются как потенциальное терапевтическое средство при раке желудка.